# بروخشتدت
بروخشتدت (به آلمانی: Bruchstedt) یک شهر در آلمان است که در اونستروت-هاینیش واقع شده‌است. بروخشتدت ۲۸۰ نفر جمعیت دارد.